# Асланашвили, Бесик
Бесик Асланашвили (греч. Μπέζικ Ασλανασβίλι; 22 октября 1976, Тбилиси, Грузинская ССР, СССР) — греческий борец вольного стиля, участник Олимпийских игр 2004 года в Афинах.

## Карьера
В сентябре 2001 года он завоевал золотую медаль в весовой категории до 63 кг на Средиземноморских играх в Тунисе. На домашние Олимпийские игры 2004 года в Афинах он получил путёвку от Международной федерацией объединённых стилей борьбы и греческого олимпийского комитета, поскольку Греция автоматически получила место в качестве принимающей страны. В августе 2004 года на Олимпиаде в групповой раунде сначала одолел албанца Сахита Призрени, затем проиграл иранцу Масуду Мустафе, в результате чего не вышел из группы и занял итоговое 11 место.

## Спортивные результаты
- Чемпионат Европы по борьбе 1998 — 15;
- Чемпионат Европы по борьбе 2000 — 5;
- Чемпионат Европы по борьбе 2001 — 4;
- Средиземноморские игры 2001 — ;
- Чемпионат мира по борьбе 2002 — 9;
- Чемпионат Европы по борьбе 2003 — 13;
- Чемпионат мира по борьбе 2003 — 15;
- Олимпийские игры 2004 — 11;